# Де ла Крус, Дельфина
Дельфина де ла Крус (исп. Delfina de la Cruz; 24 февраля 1837, Консепсьон, Чили — 8 мая 1905) — чилийская пианистка и первая леди Чили с 1876 по 1881 год в качестве супруги президента страны Анибаля Пинто.

## Первая леди Чили
Дельфина де ла Крус была единственным ребёнком генерала Хосе Марии де ла Круса и его жены Хосефы Саньярту, приходясь внучкой чилийского революционера Луиса де ла Круса.
Де ла Крус обручилась с Анибалем Пинто после того, как тот вернулся из долгого путешествия по Европе, они поженились 24 ноября 1855 года в Консепсьоне. Свадьба имела политическую подоплёку — отец Пинто, Франсиско Антонио Пинто, бывший президент Чили, считал, что этот брак поможет восстановить отношения между городами Консепсьон и Сантьяго. Вражда между ними возникла в результате Чилийской революции 1851 года, во время которой в Консепсьоне произошли восстания против центрального правительства, располагавшегося в Сантьяго. Этот союз должен был установить семейную связь между Хосе Марией де ла Крусом, отцом невесты, и Мануэлем Бульнесом, шурином жениха, которые сражались друг против друга в битве при Лонкомилье.
Пинто был избран президентом Чили в 1876 году, и Дельфина де ла Крус сопровождала его на всех правительственных церемониях, даже инспектируя войска в его компании во время Второй тихоокеанской войны.
Де ла Крус посредством брака была связана родственными узами с двумя другими первыми леди Чили: Энрикетой Пинто, сестрой Пинто и женой Мануэля Бульнеса, и Луисой Гармендией, матерью Пинто и супругой Франсико Антонио Пинто.

## Музыкальная деятельность
Дельфина де ла Крус была талантливой пианисткой и композитором. Под псевдонимом Дельфина Перес было опубликовано 12 её музыкальных произведений в течение всего XIX века, из её соотечественниц того времени по этому показателю её превзошла лишь Исидора Сегерс. Творчество де ла Крус была высоко оценено местной прессой в Вальпараисо и Сантьяго, где она иногда выступала с благотворительными концертами. Несколько её музыкальных пьес получили признание и на международном уровне, в том числе «Звезда ночи» (исп. La estrella de la tarde), полька для фортепиано, которая была поставлена в Париже, а также «Гондольер Армандо» (исп. Armando el gondolero), вальс для фортепиано, впоследствии исполненный в Германии. Кроме того, она стала первой чилийской женщиной, которая рискнула заняться сочинением хоровой музыки, в которой в то время доминировали мужчины.